# Puente de las Américas
Most Amerik (špansko Puente de las Américas) prvotno znan kot trajektni most Thatcher) je cestni most v Panami, ki se razteza čez pacifiški vhod v Panamski prekop. Zasnoval ga je Sverdrup & Parcel, dokončan pa je bil leta 1962 po ceni 20 milijonov ameriških dolarjev in je povezal severno in južno ameriško kopno (od tod tudi njegovo ime). Dva druga mostova prečkata kanal: Atlantski most pri zapornicah Gatun in Puente Centenario.

## Opis
Most Amerik prečka pacifiški pristop k Panamskemu prekopu pri Balboi blizu mesta Panama. Med letoma 1959 in 1962 so ga zgradile ZDA po ceni 20 milijonov ameriških dolarjev. Od dokončanja leta 1962 do odprtja vzporednega mostu Puente Centenario leta 2004 je bil Most Amerik ključni del Panameriške ceste. Most Amerik močno poveča zmogljivost cestnega prometa čez prekop. Dva prejšnja mostova prečkata prekop, vendar uporabljata premične konstrukcije in imata omejeno prometno zmogljivost. Ti prejšnji so majhen nihajni cestni most, vgrajen v strukturo zapornice v Gatúnu in nihajni cestni/železniški most, zgrajen leta 1942 v Mirafloresu. Most Puente Centenario je bil zgrajen za odpravo ozkih grl in zmanjšanje prometnih zastojev na mostu Amerik.
Most je konzolna zasnova, kjer je viseči razpon vezan lok. Most ima skupno dolžino 1654 m v 14 razponih, od stebra do stebra. Glavni razpon meri 344 m, vezan lok (osrednji del glavnega razpona) pa 259 m. Najvišja točka mostu je 117 m nad srednjo gladino morja; razdalja pod glavnim razponom je ob visoki plimi 61,3 m. Ladje morajo pri prečkanju Panamskega prekopa prečkati ta most in zanje velja ta višinska omejitev. Največje ladje za križarjenje na svetu, Oasis of the Seas, Allure of the Seas, Harmony of the Seas in Symphony of the Seas, se bodo umestile v razširjene zapornice kanala, vendar so previsoke, da bi šle pod mostom Amerik tudi pri oseki, razen če se most Amerik v prihodnosti dvigne. (Tudi most Puente Centenario je fiksna ovira, vendar je njegova oddaljenost veliko višja: 80,0 m.)
Most ima široke dostopne rampe na vsakem koncu in prehode za pešce na vsaki strani.

## Zgodovina

### Potreba po mostu
Od začetka francoskega projekta izgradnje prekopa je bilo priznano, da bosta mesti Colón in Panamá z novim prekopom ločeni od preostale republike. To je bila težava tudi med gradnjo, ko so z barkami prevažali gradbene delavce čez prekop.
Po odprtju prekopa je naraščajoče število avtomobilov in gradnja nove ceste, ki vodi v Chiriquí na zahodu Paname, povečala potrebo po nekakšnem prehodu. Mehanski oddelek Panamskega prekopa se je tega lotil avgusta 1931 z dajanjem v pogon dveh novih trajektov, Presidente Amador in President Washington. Ta storitev je bila razširjena avgusta 1940 z dodatnimi baržami, ki so služile predvsem vojski.
3. junija 1942 je bil pri zapornicah Miraflores slovesno odprt cestno-železniški nihajni most; čeprav je bil uporaben le, ko ni šlo mimo nobenih ladij, je to olajšalo promet, ki je želel prečkati prekop. Kljub temu je bilo jasno, da bo potrebna bolj vsebinska rešitev. Da bi zadostili naraščajočim potrebam prometa vozil, so novembra 1942 dodali še en trajekt, Presidente Porras.

### Projekt most
Zamisel o stalnem mostu čez prekop je bila predlagana kot glavna prednostna naloga že leta 1923. Naslednje uprave Paname so to vprašanje sprožile pri Združenih državah, ki so nadzorovale cono prekopa; leta 1955 pa je pogodba Remón-Eisenhower zavezala Združene države k izgradnji mostu.
Pogodba v vrednosti 20.000.000 $ je bila podeljena podjetju John F. Beasly & Company, ki je zgradilo most iz jekla in armiranega betona, projekt pa se je začel na slovesnosti, ki je potekala 23. decembra 1958 v prisotnosti veleposlanika Združenih držav Amerike Juliana Harringtona in panamskega predsednika Ernesto de la Guardia Navarro. Gradnja se je začela 12. oktobra 1959 in je trajala skoraj dve leti in pol.
Slavnostna otvoritev mostu je bila 12. oktobra 1962 z veliko slovesnostjo. Trak je prerezal Maurice H. Thatcher, nato pa so prisotni smeli sprehoditi čez most. Slovesnost je bila v celoti pokrita po vsej državi na radiu in televiziji; sprejeti so bili pomembni varnostni ukrepi za obvladovanje velike množice prisotnih ljudi. Vendar se je to izkazalo za nezadostno in propanamski protestniki so zmotili slovesnost in celo odstranili spominske plošče na mostu.

### Po izgradnji
Ko so ga odprli, je bil most pomemben del Panameriške ceste in je prevažal okoli 9500 vozil na dan; vendar se je to sčasoma razširilo in do leta 2004 je most prevažal 35.000 vozil na dan. Most je tako postal pomembno ozko grlo na avtocesti, kar je privedlo do izgradnje mostu  Puente Centenario, ki ga zdaj prečka Panameriška cesta. 18. maja 2010 je ladja za razsuti tovor Atlantic Hero po izgubi moči motorja trčila v eno od zaščitnih podnožij mostu in delno blokirala ta odsek prekopa za ladijski promet. Most ni bil poškodovan in ni bilo smrtnih žrtev. Decembra 2010 se je dovozna cesta do mostu zrušila zaradi plazu in komercialni promet je bil preusmerjen na most Amerik.

## Thatcher Ferry Bridge
Most je bil prvotno imenovan Thatcher Ferry Bridge po prvotnem trajektu, ki je prečkal kanal na približno isti točki. Trajekt je bil poimenovan po Mauriceu H. Thatcherju, nekdanjem članu Kanalske komisije, ki je uvedel zakonodajo, ki je ustvarila trajekt. Thatcher je prerezal trak ob slovesni otvoritvi mostu.
Ime pa ni bilo priljubljeno pri panamski vladi, ki je raje izbrala ime Most Amerik. Panamski pogled je bil uraden s sklepom državnega zbora 2. oktobra 1962, deset dni pred inavguracijo.
Resolucija se je glasila takole:
Most čez Panamski prekop bo nosil ime Most Amerike. Omenjeno ime bo uporabljeno izključno za identifikacijo omenjenega mostu.
Panamski vladni uradniki bodo zavrnili vse dokumente, v katerih se most omenja pod kakršnim koli drugim imenom kot Most Amerik. Kopija te resolucije z ustrezno opombo o slogu bo posredovana vsem zakonodajnim telesom sveta, tako da lahko vsi mostu dajo ime, ki ga je izbrala ta častna skupščina, v skladu z izrecno voljo panamskega ljudstva. Podano v mestu Panama, drugi dan meseca oktobra tisoč devetsto dvainšestdeset.
Predsednik Jorge Rubén Rosas
Tajnik, Alberto Arango N.

Med inavguracijsko slovesnostjo (ki se je zaključila z igranjem Thatcher Ferry Bridge March) je ameriški državni podsekretar George Wildman Ball v svojem govoru dejal: »danes lahko na ta most gledamo kot na nov in svetel korak k uresničitev teh sanj o Panameriški cesti, ki je zdaj skorajda resničnost. Veliki most, ki ga slovesno odpiramo danes – resnično most obeh Amerik – zaključuje zadnjo etapo ceste od Združenih držav do Paname.«
Kljub temu je uradno ime mostu postalo Thatcher Ferry Bridge in je tako ostalo do panamskega nadzora leta 1979.
Izdane so bile poštne znamke z imenom Thatcher Ferry Bridge. V poštnih znamkah in poštni zgodovini Kanalske cone so znani po napaki na enem listu, kjer manjka most.